# Park Associati

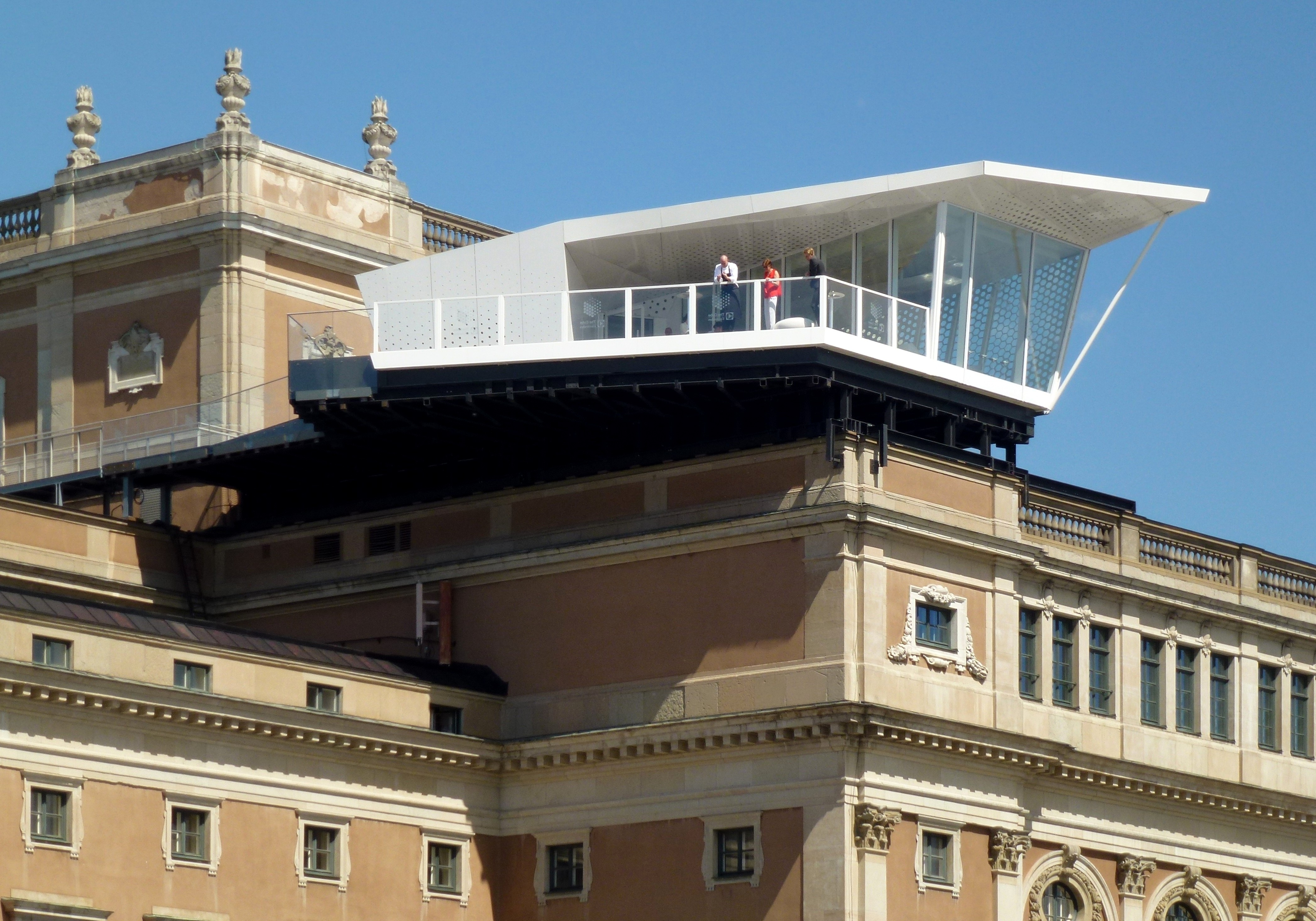
Il ristorante The Cube sulla terrazza dell'Opera reale svedese a Stoccolma nel 2012

Park Associati è uno studio di architettura fondato a Milano nel 2000 da Filippo Pagliani (Milano 1968) e Michele Rossi (Milano 1964). Entrambi laureati al Politecnico di Milano, Pagliani e Rossi avevano in precedenza collaborato alcuni anni insieme con Michele de Lucchi a Milano, e rispettivamente con Renzo Piano a Parigi e David Chipperfield a Londra.

## Storia
Park Associati ha realizzato dal 2000 molti edifici pubblici e privati, residenziali e commerciali, bar e ristoranti, progetti di retail per importanti marchi della moda come Brioni, Hermès e Gucci. Lo studio si occupa inoltre in modo approfondito del recupero del patrimonio edilizio del moderno in Italia e in special modo a Milano. Tra i progetti principali dello studio ci sono gli headquarters Salewa a Bolzano, insieme a Cino Zucchi Architetti, il recupero a Milano dell'edificio Gioiaotto, disegnato in origine da Marco Zanuso e Pietro Crescini nel 1973, dell'edificio chiamato La Serenissima sempre a Milano, fino alla riqualificazione dell'ex Linificio e Canapificio Nazionale di cui fu autore tra gli anni 20 e gli anni 30 del '900 Pietro Portaluppi . 
Nel 2011 e poi nel 2015 lo studio ha progettato un nuovo concept di ristorante. I due progetti si chiamano rispettivamente The Cube e Priceless. Entrambi sono padiglioni pop-up che si possono montare e nel giro di 48 ore e possono essere posizionati sulle sommità degli edifici nel centro delle città e possono viaggiare da un luogo all'altro, come è successo per The Cube tra il 2011 e il 2012. Il ristorante è stato presente in varie location europee: Bruxelles, Londra, Stoccolma e Milano.
In piazza Cordusio a Milano lo studio ha realizzato il recupero filologico dell'ex palazzo Sorgente, premiato con il Trofeo Gyproc Italia-Saint Gobain 2019 categoria Innovazione e Sostenibilità, mentre alla Bicocca lo studio sta collaborando alla rivalutazione della zona con interventi su edifici degli anni '80 come il re-design dell'edificio Engie Headquarters che ha vinto alcuni premi internazionali tra cui il  Global Architecture & Design Award, ed è stato selezionato al EU Mies van der Rohe Award nel 2019 .
Filippo Pagliani e Michele Rossi sono autori di numerosi oggetti di design tra cui il tavolo Gazelle, la sedia Mollina e la lampada Lampsi, che hanno disegnato per l'azienda di arredamento Driade e del sistema di illuminazione 3F Hd per l'azienda 3F Filippi.
Nel 2018 Filippo Pagliani e Michele Rossi sono stati co-curatori del Milano Design Film Festival (MDFF), dove nel 2017,  era stato presentato il cortometraggio The Light of Construction prodotto da Park Associati e girato dal fotografo e videomaker Mario Frusca. Le opere di Park Associati sono state pubblicate a più riprese nelle maggiori riviste di architettura italiane ed estere. La casa editrice Hachette ha pubblicato nel 2020 una monografia sullo studio, che segue a quella pubblicata nel 2013. 
Nel 2019 lo studio ha vinto il concorso pubblico per il masterplan del nuovo waterfront di Catania.

## Progetti principali
- Boutiques internazionali CP Company, worldwide, 2007
- Complesso residenziale commerciale ad Azzate (VA) 2010[18]
- Headquarters Salewa,  (con Cino Zucchi) Bolzano, 2011[18]
- Ristorante itinerante The Cube by Electrolux, Bruxelles, Milano, Londra, Stoccolma, 2011-12[18]
- Butiques internazionali Brioni, worldwide 2012-2016[19]
- Riqualificazione edificio La Serenissima, Milano 2012[18]
- Headquarters Nestlé Italia, Assago (MI), 2014[18]
- Riqualificazione edificio Gioiaotto, Milano 2014[18]
- Ristorante Pop-up Priceless, Milano, 2015[19]
- Hermès Silk Mix, Roma, 2017-2018
- Riqualificazione spazio multifunzionale per shop, bar, ristorante, spazio co-working, Tenoha Milano, 2018[19]
- Headquarters Engie, Milano, 2018[19]
- Riqualificazione ex edificio Sorgente, piazza Cordusio,Milano, 2019[19]
- Intervento urbanistico per il nuovo waterfront di Catania, 2019[14][20]
- Prima Café, Milano, 2020[19]
- Hermès Temporary, Milano 2020
- Riqualificazione complesso ex Linificio e Canapificio Nazionale, Milano, 2020
- Riqualificazione edificio Urban Cube, Milano, 2021[19]
- Complesso residenziale Pichi Park, Design for all, Milano, 2021
- Headquarters Luxottica, Milano, 2021